# Luck & Logic
Luck & Logic (ラクエンロジック Raku en Rojikku?) es una franquicia de medios de comunicación creada por Bushiroad. Consiste en un juego de cartas coleccionables, con los primeros productos publicados el 28 de febrero de 2016 y un anime por Doga Kobo que se emitió entre el 9 de enero y el 26 de marzo de 2016. Una segunda temporada titulada Hina Logi ~from Luck & Logic~ se emitió desde el 1 de julio del 2017 hasta el 23 de septiembre del 2017

## Personajes de Luck & Logic

### Logísticos
Yoshichika Tsurugi (剣 美親 Tsurugi Yoshichika)
Seiyū: Kenshō Ono
Él es un chico de 17 años y tiene un convenio con Athena. Él solía vivir con su padre y hermana..
Tamaki Yurine (揺音 玉姫 Yurine Tamaki)
Seiyū: Risa Taneda
Chloe Maxwell (クロエ・マクスウェル Kuroe Makusuweru)
Seiyū: Sora Tokui
Mana Asuha (明日葉 学 Asuha Mana)
Seiyū: Inori Minase
Veronica Ananko (ヴェロニカ・アナンコ Veronika Ananko)
Seiyū: Risa Mizuno
Yukari Nanahoshi (七星 縁 Nanahoshi Yukari)
Seiyū: Aimi
Orga Brakechild (オルガ・ブレイクチャイルド Oruga Bureikuchairudo)
Seiyū: Yoshitsugu Matsuoka

### Extranjeros
Athena (アテナ Atena)
Seiyū: Sumire Uesaka
Venus (ヴィーナス Vīnasu)
Seiyū: Nao Tōyama
Valkyrie (ヴァルキリー Varukirī)
Seiyū: Chiaki Omigawa
Artemis (アルテミス Arutemisu)
Seiyū: Fumiko Orikasa
Nemesis (ネメシス Nemeshisu)
Seiyū: Izumi Kitta

### Otros
Genno Yaruno (ヤルノ現乃 Yaruno G Ketsarukoatoru)
Seiyū: Ryū Nakatani
Logigraph (ロジグラフ Rojigurafu)
Seiyū: Suzuko Minori
Lucifer (ルシフェル Rushiferu)
Seiyū: Kōsuke Toriumi

## Personajes de Hina Logi ~from Luck & Logic~

### Logísticos
Liones Yelistratova (リオネス • エリストラ一トヴァ Rionesu Esutoratotovua)
Seiyū: Madoka Asahina
Nina Alexandrovna (ニーナ • アレクサンドロヴナ Nīna Arekusandorovuna)
Seiyū: Hibiku Yamamura
Mahiro Kyōbashi (京橋万博 Kyoubashi Mahiro)
Seiyū: Natsumi Takamori
Yayoi Tachibana (橘弥生 Tachibana Yayoi)
Seiyū: Suzuko Mimori
Yuko Morigaya (森ヶ谷 タ子 Morigaya Yuko)
Seiyū: Kana Ueda
Karin Kiritani (桐谷華凛 Kiritani Karin)
Seiyū: Yui Ogura
Karen Kiritani (桐谷華恋 Kiritani Karen)
Seiyū: Kaede Yuasa
Mizuki Higashi (東瑞希 Higashi Mizuki)
Seiyū: Maaya Uchida
Aoi Iroha (五六八 葵 Iroha Aoi)
Seiyū: Ayaka Ohashi
Ashley Bradbury (アシュリー・ブラッドベリ Ashurī Buraddoberi)
Seiyū: Mikoi Sasaki

### Extranjeros
Rosa (ローザ Rōza)
Seiyū: Eriko Matsui
Amor (アモル Amoru)
Seiyū: Rimi Nishimoto
Qipao (七宝 Shippō)
Seiyū: Izumi Kitta
Seren (セレン)
Seiyū: Yuka Ozaki

### Otros
Rino Fujisaki (藤崎梨乃 Fujisaki Rino)
Seiyū: Tomoyo Takayanagi
Shizuha Kagura (神楽静葉 Kagura Shizuha)
Seiyū: Mai Aizawa
Director de la escuela (学園長 Gakuen-chō)
Seiyū: Akiko Yajima
Vice-Director de la escuela (副学園長 Fuku Gakuen-chō)
Seiyū: Atsumi Tanezaki
Liones Father (リオンのお父さん Rion no Otōsan-san)
Seiyū: Rikiya Koyama

## Medios de comunicación

### Anime
Una serie de anime de Doga Kobo se emitió del 9 de enero hasta el 26 de marzo de 2016. El opening es "STORY" interpretado por Kenshō Ono y el ending es "Meiyaku no Kanata" (盟約の彼方) interpretado por Emi Nitta.
Una segunda temporada titulada Hina Logi ~from Luck & Logic~ se emitió desde el 1 de julio hasta el 23 de septiembre de 2017.

#### Lista de episodios

##### Luck & Logic
| Núm. | Título | Fecha de emisión      |
| ---- | --- | --------------------- |
| 1    | "Héroe o mafioso/Hero or Mob" "Eiyū ka gunshū ka" (英雄か群衆か/Hero or Mob)                                        | 9 de enero de 2016    |
| 2    | "Genio o tonto/Genius or Fool" "Tensai ka gusha ka" (天才か愚者か/Genius or Fool)                                   | 16 de enero de 2016   |
| 3    | "Sueño o realidad/Dream or Reality" "Risō ka genjitsu ka" (理想か 現実か/Dream or Reality)                          | 23 de enero de 2016   |
| 4    | "Libertad o restricción/Freedom or Restraint" "Jiyū ka sokubaku ka" (自由か 束縛か/Freedom or Restraint)            | 30 de enero de 2016   |
| 5    | "Ayer o mañana/Yesterday or Tomorrow" "Kinō ka ashita ka" (昨日か 明日か/Yesterday or Tomorrow)                     | 6 de febrero de 2016  |
| 6    | "Pelear o rendirse/Battle or Surrender" "Taiketsu ka kōfuku ka" (対決か 降伏か/Battle or Surrender)                 | 13 de febrero de 2016 |
| 7    | "Humano o Dios/Human or God" "Hito ka kami ka" (人か 神か/Human or God)                                             | 20 de febrero de 2016 |
| 8    | "Culpa o inocencia/Guilt or Innocence" "Yūzai ka muzai ka" (有罪か 無罪か/Guilt or Innocence)                       | 27 de febrero de 2016 |
| 9    | "Amigo o amenaza/Friend or Foe" "Teki ka mikata ka" (敵か 味方か/Friend or Foe)                                     | 5 de marzo de 2016    |
| 10   | "Cielo o infierno/Heaven or Hell" "Tengoku ka jigoku ka" (天国か 地獄か/Heaven or Hell)                             | 12 de marzo de 2016   |
| 11   | "Desesperación o destrucción/Despair or Destruction" "Zetsubō ka hametsu ka" (絶望か 破滅か/Despair or Destruction) | 19 de marzo de 2016   |
| 12   | "Suerte y lógica/Luck and Logic" "Un to ronri to" (運と 論理と/Luck and Logic)                                      | 26 de marzo de 2016   |

##### Hina Logi ~from Luck & Logic~
| Núm. | Título                                                                                             | Fecha de emisión   |
| ---- | -------------------------------------------------------------------------------------------------- | ------------------ |
| 1    | "Deja que las chicas lindas viajen" "Kawaii Hina ni wa Tabi o Sasero" (かわいいヒナには旅をさせろ) | 1 de julio de 2017 |
| 2    | "La unión no se domina en un día" "Gattai wa Ichinichi ni Shite Narazu" (合体は一日にしてならず)   | 8 de julio de 2017 |
| 2    | "Bolas de arroz sobre flores" "Hana Yori Onigiri" (花よりおにぎり)                                 | 8 de julio de 2017 |

## Juego de cartas coleccionables

### Modo de juego
Luck & Logic es un juego entre dos jugadores con decks pre construidos. Los jugadores toman turnos jugando sus cartas, usando habilidades, e iniciando batallas. El juego termina cuando una de las dos condiciones para ganar es hecha.

### Condiciones para Ganar
Hay dos condiciones para ganar en Luck & Logic. Un jugador gana destruyendo seis de las puertas de su oponente o cuando su oponente actualiza dos veces. Actualizar es el acto de arrastrar una carta de la zona de descanso devuelta en el deck.

### Construcción del Deck
Estos decks se componen de 60 cartas en total, 50 cartas en el deck principal y 10 cartas en el deck de la puerta. El deck principal contiene miembros, tácticos, y cartas paradoja, y el deck de la puerta debe consistir exactamente de 10 cartas de puerta. Debes tener máximo cuatro cartas del mismo nombre en el deck principal, y máximo dos cartas del mismo nombre en el deck de la puerta.

### Tipo de Cartas

#### Miembros
Hay tres tipos de miembros en Luck & Logic: Logísticos, Extranjeros, y Uniones Trance.
Los Logísticos y Extranjeros son miembros que pueden combinarse a través del Trance para formar Uniones Trance. Estos miembros pueden ser jugados de la mano o "sacados" pagando su costo usando "abastecer", mientras su nivel sea igual o menor al número de cartas en la zona nivel del jugador. Las Uniones Trance pueden tener una habilidad de Impulso Lógico que puede ser jugada en fase principal, mientras la Unión Trance tenga un "alma" en él. Las Uniones Trance obtienen un "alma" cuando son jugadas a través del método de Trance. Si son jugadas de la mano sin usar el Trance, estas no tendrán "alma" y no podrán usar su Impulso Lógico.

#### Tácticas
Las cartas de Táctica son cartas de "evento" que pueden ser jugadas durante una batalla, y le dan al miembro del jugador una ventaja en batalla.

#### Paradoja
Las Paradojas son cartas horizontales que, como las cartas Tácticas, pueden ser jugadas durante una batalla. Estas paradojas cambian las reglas de la batalla y pueden alterar el resultado de la batalla.

#### Puerta
Estas son las cartas que hacen el deck de la puerta. Las cartas puerta son puestas boca abajo en cada círculo. Cuando una puerta es destruida, es puesta boca arriba. Destruir puertas del oponente es una condición para ganar.